# Lijst van county's in Wyoming
De Amerikaanse staat Wyoming is onderverdeeld in 23 county's.

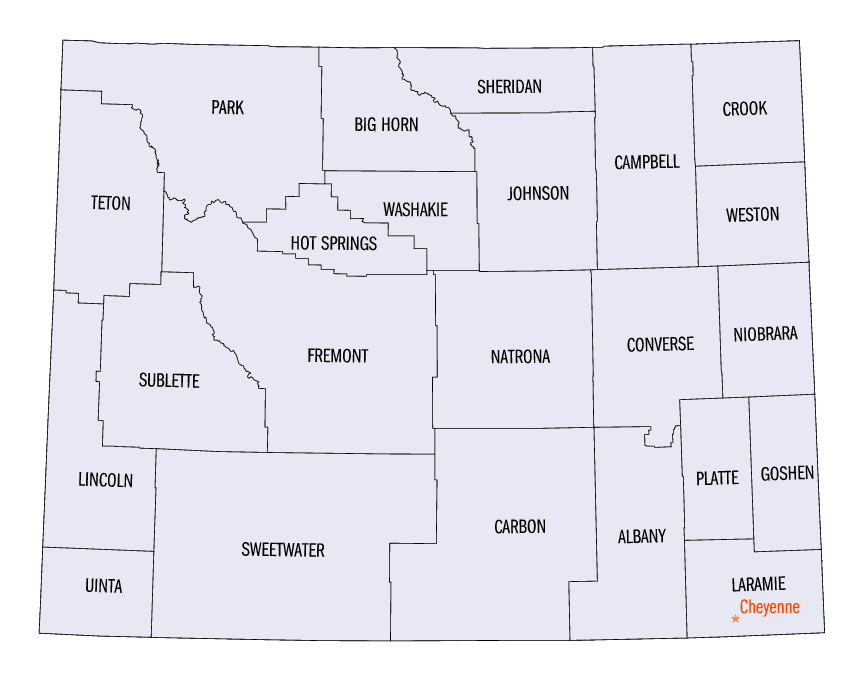
County's van Wyoming

| County      | Inwoners 1 juli 2007 | Hoofdplaats | Inwoners 1 juli 2007 |
| ----------- | -------------------- | ----------- | -------------------- |
| Albany      | 32.227               | Laramie     | 27.241               |
| Big Horn    | 11.263               | Basin       | 1234                 |
| Campbell    | 40.433               | Gillette    | 25.031               |
| Carbon      | 15.486               | Rawlins     | 8685                 |
| Converse    | 12.868               | Douglas     | 5675                 |
| Crook       | 6284                 | Sundance    | 1205                 |
| Fremont     | 37.479               | Lander      | 7131                 |
| Goshen      | 11.995               | Torrington  | 5437                 |
| Hot Springs | 4553                 | Thermopolis | 2925                 |
| Johnson     | 8142                 | Buffalo     | 4597                 |
| Laramie     | 86.353               | Cheyenne    | 55.641               |
| Lincoln     | 16.171               | Kemmerer    | 2427                 |
| Natrona     | 71.750               | Casper      | 53.003               |
| Niobrara    | 2262                 | Lusk        | 1338                 |
| Park        | 27.073               | Cody        | 9187                 |
| Platte      | 8396                 | Wheatland   | 3349                 |
| Sheridan    | 27.998               | Sheridan    | 16.719               |
| Sublette    | 7925                 | Pinedale    | 2043                 |
| Sweetwater  | 39.305               | Green River | 12.072               |
| Teton       | 20.002               | Jackson     | 9631                 |
| Uinta       | 20.195               | Evanston    | 11.483               |
| Washakie    | 7816                 | Worland     | 4940                 |
| Weston      | 6854                 | Newcastle   | 3324                 |

Alabama · Alaska · Arizona · Arkansas · Californië · Colorado · Connecticut · Delaware · Florida · Georgia · Hawaï · Idaho · Illinois · Indiana · Iowa · Kansas · Kentucky · Louisiana · Maine · Maryland · Massachusetts · Michigan · Minnesota · Mississippi · Missouri · Montana · Nebraska · Nevada · New Hampshire · New Jersey · New Mexico · New York · North Carolina · North Dakota · Ohio · Oklahoma · Oregon · Pennsylvania · Rhode Island · South Carolina · South Dakota · Tennessee · Texas · Utah · Vermont · Virginia · Washington · West Virginia · Wisconsin · Wyoming